# 小南头街道
小南头街道是中华人民共和国山西省大同市平城区下辖的一个街道。2021年3月，设立小南头街道。原水泊寺乡的寺儿、西王庄、东王庄、小南头、西谷庄、艾庄、塔儿7个村委会的行政区域为小南头街道的行政区域。

## 行政区划
小南头街道下辖寺儿、西王庄、东王庄、小南头、西谷庄、艾庄、塔儿7个村委会。